# Danyi Jenő
Danyi Jenő (Budapest, 1955. február 20. – 2020. október 19.) kilencszeres magyar bajnok ökölvívó.

## Pályafutása
1961 és 1985 között a Budapesti Honvéd ökölvívója volt. Edzője Badari Tibor volt. Váltósúlyban versenyzett. 1974 és 1983 között a magyar válogatott keret tagja volt. 1979-ben a kölni Európa-bajnokságon, 1982-ben a müncheni világbajnokságon az ötödik helyen végzett.

## Sikerei, díjai
- Országos bajnokság
  - bajnok (9): 1974, 1975, 1976, 1977, 1978, 1979, 1981, 1982, 1983
  - csapatbajnok (3): 1977, 1978, 1984